# Hermanni Pihlajamäki
Hermanni Matinpoika Pihlajamäki, né le 11 novembre 1903 à Nurmo et mort le 4 juin 1982 à Ähtäri, est un lutteur libre et gréco-romain finlandais.
Son palmarès olympique en lutte libre se compose d'une médaille d'or en 1932 à Los Angeles en catégorie poids plumes et d'une médaille de bronze en 1936 à Berlin en catégorie poids coqs.
Il remporte aussi un titre de champion d'Europe de lutte libre en catégorie poids plume en 1931, une médaille d'argent en lutte libre en catégorie poids coqs et une médaille d'argent en lutte gréco-romaine en poids plumes aux Championnats d'Europe 1935.
Au niveau national, il est sacré à 6 reprises champion de Finlande (1 fois en catégorie poids plumes de lutte libre, 1 fois en catégorie poids plumes de lutte gréco-romaine et 4 fois en catégorie poids coqs de lutte libre).
Son cousin Kustaa Pihlajamäki est aussi un médaillé olympique de lutte.